# Juan Álvaro Cienfuegos Villazón
Juan Álvaro Cienfuegos Villazón (Agüerina-Miranda, 27 febbraio 1657 – Roma, 18 agosto 1739) è stato un cardinale e arcivescovo cattolico spagnolo.
Fu nominato cardinale della Chiesa cattolica da papa Clemente XI.

## Biografia
Nobile di Aguerra, nella diocesi di Oviedo nelle Asturie, nato nel 1657, fu padre gesuita. Dopo aver studiato legge a Salamanca, presso il Collegio di San Pelagio (1672), divenne professore di filosofia a Santiago di Compostela e lettore pubblico all'università di Salamanca, dove il grande almirante di Castiglia Giantommaso Henriquez lo elesse suo teologo. Fu ordinato prete nel 1692.
Si recò in Germania e venne incaricato dagli imperatori Giuseppe e Carlo VI di alte missioni diplomatiche presso le corti di Madrid, Lisbona, Londra e l'Aia. Persuase Henriquez a lasciare erede delle sue ricchezze l'imperatore Carlo VI. Papa Clemente XI su istanza di Carlo VI lo elevò al rango di cardinale nel concistoro del 30 settembre 1720.
Dal 20 gennaio 1721 al 21 febbraio 1725 fu arcivescovo di Catania; di conseguenza, nello stesso periodo, divenne conte di Mascali e cancelliere dell'Università di Catania.
Al conclave del 1724, propose la candidatura del cardinal Giulio Piazza, ma a costui venne preferito Pietro Francesco (Vincenzo Maria) Orsini, che divenne Papa col nome di Benedetto XIII.
Dal 21 febbraio 1725 al 24 aprile 1739 (dimesso) fu arcivescovo di Monreale. Fu ancora ambasciatore cesareo presso la Santa Sede subentrando a Michele Federico d'Althann; comprotettore dei regni e provincie di Casa d'Austria in seno al Sacro Collegio.
Morì il 18 agosto 1739 all'età di 82 anni.

## Genealogia episcopale e successione apostolica
La genealogia episcopale è:
- Cardinale Sigismund von Kollonitz
- Cardinale Mihály Frigyes von Althann
- Cardinale Juan Álvaro Cienfuegos Villazón, S.I.

La successione apostolica è:
- Vescovo Michelangelo Gentili (1722)
- Vescovo Luca Antonio della Gatta (1722)
- Vescovo Pietro Galletti (1723)
- Vescovo Tommaso Marino, O.P. (1724)
- Vescovo Giulio Sacchi (1724)
- Arcivescovo Tomás Vidal y de Nin, O.Cist. (1730)
- Vescovo Giovanni Antonio Benzoni (1730)
- Cardinale Marcello Passari (1731)
- Vescovo Camillo Olivieri (1731)
- Cardinale Silvio Valenti Gonzaga (1731)
- Arcivescovo Matteo Basile, O. F. M. (1731)
- Vescovo Blas Antonio Olóriz (1733)
- Cardinale Joaquín Fernández de Portocarrero (1735)
- Vescovo Joannes Ernestus von Harrach (1737)